# El Señor de los Anillos: la Comunidad del Anillo (videojuego)
El Señor de los Anillos: la Comunidad del Anillo es un videojuego de acción publicado en 2002 por Universal Interactive Studios para PC, PlayStation 2 y Xbox. El videojuego es una adaptación con licencia oficial de la novela de J. R. R. Tolkien, La Comunidad del Anillo, primera entrega de la trilogía fantástica de El Señor de los Anillos. El juego fue lanzado más o menos un año después de que Peter Jackson estrenara la adaptación cinematográfica de la misma entrega, y varias semanas antes del lanzamiento en salas de Las dos torres. En el momento de su difusión, Vivendi, en asociación con Tolkien Enterprises, tenía los derechos para adaptar al videojuego la obra literaria de Tolkien, mientras que Electronic Arts contaba con los derechos para adaptar las películas basadas en los libros. Electronic Arts decidió, ante esta situación, no publicar un videojuego de la primera entrega, sino lanzar El Señor de los Anillos: las dos torres e incluir en él algunas tramas de La Comunidad del Anillo.
La Comunidad del Anillo recibió críticas mixtas, con críticos que elogiaban la fidelidad al material de origen, pero encontraban el combate rudimentario y repetitivo, y los gráficos bastante pobres. Otros críticos compararon la representación del juego de la Tierra Media de manera desfavorable con la representación más oscura que se veía en las películas. El juego fue un éxito financiero, vendiendo más de un millón de unidades en todas las plataformas. Vivendi inicialmente planeó hacer dos secuelas para el juego, que abarca los tres libros de la trilogía, pero la primera secuela, llamada El señor de los anillos: La traición de Isengard, desarrollado por Surreal Software y programado para su lanzamiento a finales de 2003, fue cancelado mientras se desarrollaba.

## Jugabilidad
Es un juego de acción y aventura jugado desde una perspectiva en tercera persona. El jugador controla a lo largo de la trama a tres personajes: Frodo Bolsón, Aragorn y Gandalf, contando cada uno con sus propias habilidades, técnicas y armas. Frodo es el único personaje que puede saltar, deslizarse por las repisas y escabullirse. Sólo Frodo y Gandalf pueden empujar y tirar objetos. Gandalf es el único personaje que tiene acceso a la magia. Aragorn tiene mayor barra de vida, es físicamente el personaje más fuerte y tiene más movimientos de combate cuerpo a cuerpo.
Cuando se juega como Frodo, en la pantalla hay dos medidores: uno representa la salud y otra la "pureza", que cambia cuando Frodo se pone el Anillo Único, lo que permite que sea visto por enemigos como los Nazgûl. Si esta barra acaba, es atraído por Sauron. Una vez que retire el Anillo, el medidor comenzará a llenarse nuevamente. Gandalf también tiene dos medidores: uno para salud y otro para su carga mágica. A medida que lanza hechizos, esta se agota, quedando en un momento dado vacía. Para recargarla, Gandalf debe beber miruvor. Sin embargo, Aragorn es el único personaje que tiene una sola barra cuando se juega con él.
El juego presenta una serie de artículos coleccionables. A menudo, son elementos de misión necesarios para progresar en la historia, pero ocasionalmente, el jugador puede encontrar artículos de salud como setas para la salud de Frodo, pan de lembas para Aragorn y Gandalf, así como el brebaje mágico para Gandalf y sus habilidades mágicas. La versión de Xbox del juego presenta áreas secretas en muchos niveles, donde se pueden encontrar objetos especiales. El anillo en sí ayuda a guiar al jugador a estas ubicaciones ya que su imagen en pantalla comienza a rotar cuando un jugador está cerca de dicha área; cuanto más rápida sea la rotación, más cerca estará el jugador de la ubicación secreta. La versión de Xbox también presenta numerosas misiones secundarias ausentes en las otras versiones del juego.
La versión de Game Boy Advance es diferente de las otras tres versiones en la medida en que se basa más en rol, y se juega desde una vista isométrica de tres cuartos desde arriba hacia abajo. El juego se centra en el combate por turnos, y en varios puntos, los nueve miembros de la confraternidad (Frodo, Sam, Pippin, Merry, Aragorn, Gandalf, Legolas, Gimli y Boromir) son controlables, cada uno con sus propias fortalezas, debilidades y tablas de crecimiento. Durante el combate, el jugador tiene la opción de controlar por completo a cada miembro de su grupo activo (hasta cuatro) o, en su lugar, controlar solo el personaje principal del jugador, y dejar a los otros tres controlados por la máquina.
Se desarrolla en unos pocos escenarios, en los cuales se presentan diversos objetivos que el jugador ha de cumplir. Pese a estar catalogado como videojuego de acción, está muy lejos del género hack and slash en el cual serán orientados los posteriores de la saga, acercándose más al concepto de videojuego de aventuras. Por otro lado, la Inteligencia Artificial está poco desarrollada, permitiendo atravesar los escenarios sin luchar contra los enemigos o cayendo estos fácilmente sin plantear ningún tipo de reto. Igualmente el videojuego presenta un progreso excesivamente lineal y carente de misiones alternativas, desarrollo del personaje o retos más allá del principal, es decir, llegar de un punto a otro o buscar algunos elementos en el escenario.

## Historia

### Contexto del juego
El juego se presenta en el contexto de la historia del Anillo Único. En los albores de la Segunda Edad, después de la derrota del Señor Oscuro Melkor, los elfos de Eregion forjaron los diecinueve Anillos de Poder para ayudarse a sí mismos, a los enanos y a los hombres, para que gobernaran la Tierra Media. Sin embargo, los elfos no sabían que Sauron, el aliado más cercano de Morgoth, había sobrevivido a la derrota de su maestro, y bajo la apariencia de Annatar había sido quien había enseñado a los herreros de los elfos, dirigidos por Celebrimbor, a forjar los anillos, mientras que, en secreto, forjó su propio Anillo Único en los fuegos de Orodruin, un anillo mucho más poderoso que cualquiera de los demás. Sin embargo, para que el Anillo Único fuera lo suficientemente poderoso como para controlar los otros Anillos, Sauron tuvo que transferir la mayor parte de su poder a él. Tan pronto como se lo puso, los elfos se dieron cuenta de su estratagema, quitando y escondiendo sus Tres Anillos, que Celebrimbor había forjado sin la ayuda de Sauron. Sauron libró una guerra contra los elfos, conquistando gran parte de la Tierra Media y matando a Celebrimbor. Así comenzaron los años oscuros, cuando Sauron tomó posesión de los dieciséis anillos restantes, dando siete a los enanos y nueve a los hombres en un esfuerzo por corromperlos. Los enanos demostraron ser relativamente inmunes a los poderes de los Anillos, adquiriendo sólo una codicia por el oro y despreocupados con los eventos en el mundo en general. Los hombres, sin embargo, demostraron ser menos resistentes, y los nueve reyes que recibieron los Anillos se convierten en los nueve Espectros del Anillo, o Nazgûl, liderados por el Rey Brujo de Angmar.
En sus continuos esfuerzos por conquistar la Tierra Media, Sauron recuperó la lealtad de muchos de los sirvientes de Melkor de la Primera Edad, corrompiendo con éxito a Númenor. Sin embargo, al hacerlo, gastó gran parte de su poder y perdió la capacidad de volver a asumir un disfraz agradable. Volviendo a Mordor, recuperó su fuerza y eventualmente capturó Minas Ithil. Sin embargo, al darse cuenta de que si no se unían, Sauron destruiría a hombres y elfos, Elendil, el Rey Supremo de Arnor, y Gil-galad, Rey Supremo de Noldor, formaron la Última Alianza de Hombres y Elfos, atacando a Sauron en las lomas del Monte del Destino, cerca de su fortaleza de Barad-dûr. La alianza fue victoriosa, con Isildur cortando el Anillo Único de la mano de Sauron. Sin embargo, aunque se le presentó la oportunidad de destruir el Anillo para siempre, Isildur, que ya comenzaba a sucumbir a su corrupción, optó por no hacerlo. Como tal, aunque la forma física de Sauron fue vencida, su espíritu, unido al Anillo, sobrevivió. Algún tiempo después, Isildur fue atacada y asesinada por una banda de orcos , y el Anillo se perdió en el río Anduin durante más de dos mil años.
Mientras tanto, durante la Tercera Edad, un todavía debilitado Sauron estableció secretamente una fortaleza en Dol Guldur. En respuesta a este mal indeterminado, los Valar enviaron cinco Maiar a la Tierra Media, que tomaron la forma de magos, liderados por Saruman. Inseguro del origen del malvado poder en Dol Guldur, el mago Gandalf fue enviado para investigar el asunto. Sin embargo, Sauron se ocultó de Gandalf, esperando cuatrocientos años antes de regresar. Por la misma época, el Anillo Único fue encontrado por un Hobbit llamado Sméagol, que se corrompió por completo, viviendo en las cuevas de las Montañas Nubladas y transformándose físicamente en una criatura conocida como Gollum. Durante quinientos años, Gollum fue consumido y corrompido por el Anillo. Eventualmente, Gandalf fue capaz de determinar que la presencia del mal en Dol Guldur era Sauron. 
Gandalf informó al Consejo Blanco, pero Saruman los disuadió de moverse contra Sauron. Solo cuando supo que el Anillo Único podría estar en las cercanías de los Campos Gladios, Saruman aceptó atacar a Sauron, esperando encontrar el Anillo él mismo. El Consejo expulsó a Sauron de Dol Guldur, sin saber que sabía que habían encontrado el Anillo. Justo antes de la partida de Sauron, el Anillo pasó a otro hobbit, Bilbo Bolsón, que lo usó para ayudar en la victoria de elfos, hombres y enanos en la batalla de los Cinco Ejércitos. Sesenta años más tarde, Gollum fue capturado por los orcos, y llevado a Mordor, donde fue torturado para revelar el dueño y la ubicación del Anillo. Mientras tanto, Bilbo había dejado la Comarca para vivir en Rivendel, y por consejo de Gandalf (muy a regañadientes) le había dado el Anillo a su sobrino, Frodo Bolsón.

### Sinopsis del juego
El juego comienza con Gandalf visitando a Frodo y explicándole el significado y la historia del Anillo Único. Frodo sugiere que sea destruido, y Gandalf explica que solo los fuegos que lo crearon son lo suficientemente poderosos como para hacerlo; los fuegos del Monte del Destino, en lo profundo de Mordor. Como Gandalf no puede tomar el Anillo él mismo, por temor a que lo corrompa, Frodo se ofrece como voluntario para hacerlo. Un amigo de Frodo, Samsagaz Gamyi, quien solía cortar el césped de Bolsón Cerrado para Bilbo, y que está escuchando la conversación, acaba por unirse, como castigo a tal osadía, a la aventura de Frodo. Ambos deben dirigirse a Rivendel, donde se encontrarán con el elfo Elrond. Gandalf le pide a Frodo que no use el Anillo, pues empezará a corromperlo y llamará la atención de Sauron y de los nueve Nazgûl. La noche de la partida de Frodo, un Nazgûl llega a La Comarca en busca de la casa de los Bolsón. Frodo es capaz de evadir la partida de los Nazgûl y se dirige a encontrarse con Sam, a quien encuentra acompañado por Peregrin Tuk y Meriadoc "Merry" Brandigamo. Para sorpresa de Frodo, ellos deciden unírseles, aun conociendo la historia del Anillo y la figura Sauron, ya que han estado espiando a Bilbo, Frodo y Gandalf durante años.
Con los Nazgûl persiguiéndoles, los hobbits deben adentrarse en los terrenos del Bosque Viejo. Al llegar se encuentran con el Viejo Hombre-Sauce, bajo el que quedan dormidos y posteriormente son atacados. Frodo es abordado por el enigmático personaje Tom Bombadil, quien les rescata del Sauce y les acompaña hasta su casa, donde conocen a su mujer, Baya de Oro. Los hobbits pasan con ellos la noche, antes de dirigirse a las Quebradas de los Túmulos, donde Sam, Pippin y Merry son capturados por un tumulario. Nuevamente, Bombadil llega para salvarles y los lleva a la ciudad de Bree, donde les aconseja que se resguarden en la posada de El Póney Pisador.
En la posada, Pippin empieza a beber y se va de la lengua, contando a los huéspedes historias de la Comarca, de Bilbo y de la leyenda del Anillo. Temeroso de que revele demasiados datos, por miedo a que hubiera espías del Señor tenebroso, tal como temía por Gandalf, Frodo se sube a una mesa y comienza a cantar y a bailar para distraer a la multitud. Sin embargo, él se resbala, y el Anillo aterriza en su dedo, volviéndolo invisible. Un montaraz, enojado, se lleva a los hobbits a otra habitación, advirtiéndoles que están atrayendo demasiada atención hacia ellos mismos. Se presenta como Trasgos. En ese punto, el posadero, Cebadilla Mantecona, llega con una carta que Gandalf le dejó, en la que el mago les informa a los hobbtis que confíen en un hombre que se hará llamar Trasgos, y que esconde en realidad a Aragorn, un amigo de confianza de Gandalf. 
El uso indebido del Anillo en la posada despertó el ansia de los Nazgûl, que marcharon hacia Bree para hacerse con él. Tras tenderles una trampa, el pequeño grupo decide abandonar la ciudad y marchar rumbo a Rivendel. Hacen parada en la cima Amon Sûl, en la que llegaron a ver al comienzo de la marcha destellos de luz, como de una pelea. Durante la guardia nocturna, los Nazgûl, que perseguían al grupo tras la huida de Bree, atacan a Frodo, quien llegó a ponerse el Anillo para intentar evadirlos, sin saber que hacía el poder contrario. El Rey Brujo le apuñala con una espada morgul, con lo que se convertiría en uno de ellos. Aragorn intenta frenarles con el fuego. Tras hacerles huir, Aragorn y Sam se lanzan en la búsqueda de la Hoja de Reyes, que conseguirá frenar la hemorragia de Frodo. El grupo consigue huir rumbo a Rivendel, donde son recibidos por Glorfindel, quien les da su caballo. Después de cruzar el río Bruinen, con los nazgûl siguiéndoles, los elfos lanzan un hechizo que provoca que el curso del río se lance como caballos a por ellos, arrastrándoles la corriente. En ese punto, Frodo se desmaya.
El hobbit se despierta jornadas más adelante en Rivendel por fin. Al despertarse, Frodo se encuentra a Gandalf a su lado. El mago le dice que Saruman se ha unido a Sauron, y que Aragorn no es solo un montaraz, sino también el último descendiente superviviente de Isildur y el heredero legítimo del trono de Gondor. Ambos se dirigen a las Cámaras del consejo, donde Elrond preside un debate sobre qué hacer con el Anillo. Aragorn dice que debe ser destruido, pero Boromir, un hombre de Minas Tirith, no está de acuerdo, argumentando que deberían usarlo como arma contra Sauron. Gandalf dice que esto no puede ser así, ya que cualquier persona lo suficientemente poderosa como para manejar el Anillo se volvería tan aterradora como Sauron. A medida que el debate se calienta, Frodo se ofrece voluntario para llevar el Anillo a Mordor y arrojarlo al fuego del Monte del Destino, y Elrond está de acuerdo, formando una compañía de nueve; Frodo, Sam, Pippin, Merry, Gandalf, Aragorn, Boromir, el elfo Legolas y el enano Gimli.
Se disponen e intentan cruzar el paso de Caradhras, pero una tormenta de nieve causa una avalancha, cerrando al grupo el paso. De mala gana deciden que la única forma de pasar las Montañas Nubladas es por debajo, adentrándose en las minas de Moria. En dichas minas, construidas por los enanos, el grupo debe luchar con los orcos cuando pasan por las cámaras. Cerca de la salida, son atacados por un balrog. Gandalf se enfrenta a él para que el resto del grupo gane tiempo y pueda huir de la mina. Sin embargo, durante el combate, en el último puente de la mina, el mago cae a consecuencia del látigo que el balrog tira hacia él. El grupo se marcha consternado de Moria y entran en Lothlórien, donde se encuentran con Galadriel, quien muestra a Frodo en el espejo sagrado de Lothlórien imágenes de una futurible Guerra del Anillo. Frodo le ofrece el Anillo Único y, aunque se siente tentada, lo rechaza y le explica que su resistencia al mal es porque nunca ha intentado usarlo para controlar a los demás.
La Compañía sale de Lothlórien por el río Anduin. Boromir trata de convencer a Frodo de llevar el Anillo a Gondor para usarlo como arma contra Sauron, pero Frodo se niega. Mientras viajan en el río, un Nazgûl montando una bestia alada se apodera de Sam. El grupo lo persigue, y en la colina de Amon Hen, Aragorn y Legolas consiguen matar a la criatura y rescatan a Sam. El juego termina con Galadriel mirando en el espejo, señalando que aunque la Comunidad ha logrado acercar a Frodo a Mordor, ella los ve a él y a Sam solos en el futuro, con Gollum siguiéndolos de cerca.

## Desarrollo
El juego fue anunciado el 15 de mayo de 2001, cuando los desarrolladores de Sierra Entertainment revelaron que sería un juego en exclusiva para la consola Xbox, pudiendo mostrarse los primeros avances en un evento de la conferencia del E3 de dicho año. Sierra estaba interesado en enfatizar que el juego se basaría por completo en la novela de JRR Tolkien La Comunidad del Anillo, siendo completamente independiente de la adaptación cinematográfica que estaba por aquel entonces desarrollando el cineasta Peter Jackson. Esto fue porque Vivendi Games, el holding de Sierra, poseía los derechos de adaptaciones de videojuegos de las obras literarias de Tolkien, pero Electronic Arts poseía los derechos sobre las adaptaciones de los videojuegos de la serie de películas que producía New Line Cinema. El juego pensado por Sierra Entertainment estaba programado para ser lanzado a comienzos de 2002, siendo seguido por una adaptación de El Hobbit, y estando en mente el lanzamiento de las dos secuelas posteriores: Las dos torres y El retorno del Rey, acontecimientos que no sucederían.
Originalmente, WXP planeó que La Comunidad del Anillo fuese un juego de rol, pero pronto llegaron a sentir que esto podría alienar a los jugadores potenciales, y como querían atraer al mayor número de personas posible al título, incluidas las personas que nunca habían leído los libros, decidieron desarrollar el juego como una aventura de acción en tercera persona. En ese momento, Frodo era el único personaje controlable, con los otros miembros de la confraternidad presentando como NPC, aunque el jugador tenía que elegir con qué personaje pelear en cada punto del juego. Los desarrolladores también estaban trabajando estrechamente con Tolkien Enterprises para garantizar que cualquier secuencia de acción o enemigos que se movieran más allá de los eventos inmediatos de la novela se mantuviera con el tono general de la narración y fueran fieles al espíritu del legendario de Tolkien.
El 21 de diciembre, Vivendi anunció que también se lanzaría una versión para Game Boy Advance, que estaría desarrollado por Pocket Studios. En febrero de 2002, Vivendi anunció que la versión para Xbox del juego ahora incluiría tres personajes jugables; Frodo, Aragorn y Gandalf, así como múltiples aliados NPC y veintiocho tipos de enemigos. También anunciaron que la fecha de lanzamiento había sido retrasada a fines de 2002. También en febrero, Vivendi reveló más sobre el Señor de los Anillos de GBA, explicando que presentaría combates por turnos y los nueve miembros de la Compañía serían controlables en algún punto del juego. Durante el combate, el jugador tendría la opción de controlar completamente a cada miembro de su grupo, o en su lugar, controlar solo al personaje principal del jugador, y hacer que sus aliados sean controlados por inteligencia artificial.
En el E3 de mayo de 2002, Vivendi anunció que el juego, anteriormente exclusivo para Xbox, también se estaba desarrollando para PlayStation 2 y Microsoft Windows. Ambas versiones estaban siendo desarrolladas por Surreal Software. Sin embargo, al igual que con la versión Xbox, Surreal trabajaba en estrecha colaboración con Tolkien Enterprisers para garantizar que el juego se mantuviera dentro de los parámetros del medio ficticio de Tolkien. Una demo E3 no jugable de la versión de PlayStation 2 presentaba combates desde los niveles de Amon-Sul y Moria, mostrando el combate y los gráficos del juego. En junio, Vivendi continuó impulsando la fidelidad del juego en todas las plataformas al revelar que los actores de la voz recitarían más de 5000 líneas de diálogo tomadas textualmente de la novela. También explicaron que, como en la novela se menciona, hay 200 escalones en la entrada de Moria, por lo que en el juego hay exactamente 200 pasos.